# Martin Mahďar
Martin Mahďar, né le 31 juillet 1989 à Dubnica nad Váhom, est un coureur cycliste slovaque.

## Biographie
Martin Mahdar devient vice-champion de Slovaquie sur route juniors (moins de 19 ans) en 2007.
Chez les élites, Mahdar rejoint l'équipe continentale slovaque Dukla Trenčín Merida en 2008, où reste sous contrat jusqu'à la fin de sa carrière après la saison 2019. Au cours de sa deuxième année là-bas, il termine huitième au classement général du Grand Prix Bradlo. En 2014, il est troisième du championnat de Slovaquie sur route.
Il obtient ses meilleurs résultats sur le continent africain. En 2016, il remporte la seule victoire de sa carrière dans une course internationale en remportant la septième étape du Tour du Cameroun. Toujours sur le Tour du Cameroun, il se classe troisième au classement général en 2018 et quatrième en 2019. Il termine également quatrième du Grand Prix Chantal Biya en 2019.
Après la saison 2019, Mahdar met un terme à sa carrière de pilote à l'âge de 30 ans.

## Palmarès
- 2007
  - 2e du championnat de Slovaquie sur route juniors
- 2008
  - 3e du championnat de Slovaquie sur route espoirs
  - 3e du championnat de Slovaquie du contre-la-montre espoirs
- 2009
  - 3e du championnat de Slovaquie du contre-la-montre espoirs
- 2010
  - 3e étape de Košice-Tatras-Košice
- 2011
  -  Champion de Slovaquie sur route espoirs
  - 3e du championnat de Slovaquie du contre-la-montre espoirs
- 2014
  - 3e du championnat de Slovaquie sur route
- 2016
  - 7e étape du Tour du Cameroun
  - Tour de Volcano
- 2017
  -  Champion de Slovaquie du contre-la-montre par équipes
  - 3e du Grand Prix Chantal Biya
- 2018
  - 3e du Tour du Cameroun

## Classements mondiaux
| Année           | 2008   | 2009 | 2010 | 2011 | 2012 | 2013 | 2014   | 2015 | 2016   | 2017 | 2018 |
| --------------- | ------ | ---- | ---- | ---- | ---- | ---- | ------ | ---- | ------ | ---- | ---- |
| UCI Africa Tour |        |      |      | 157e |      | 165e |        |      | 169e   | 91e  | 107e |
| UCI Europe Tour | 1 217e |      | 813e |      |      |      | 1 037e |      | 1 576e |      | 874e |